# Etos rycerski

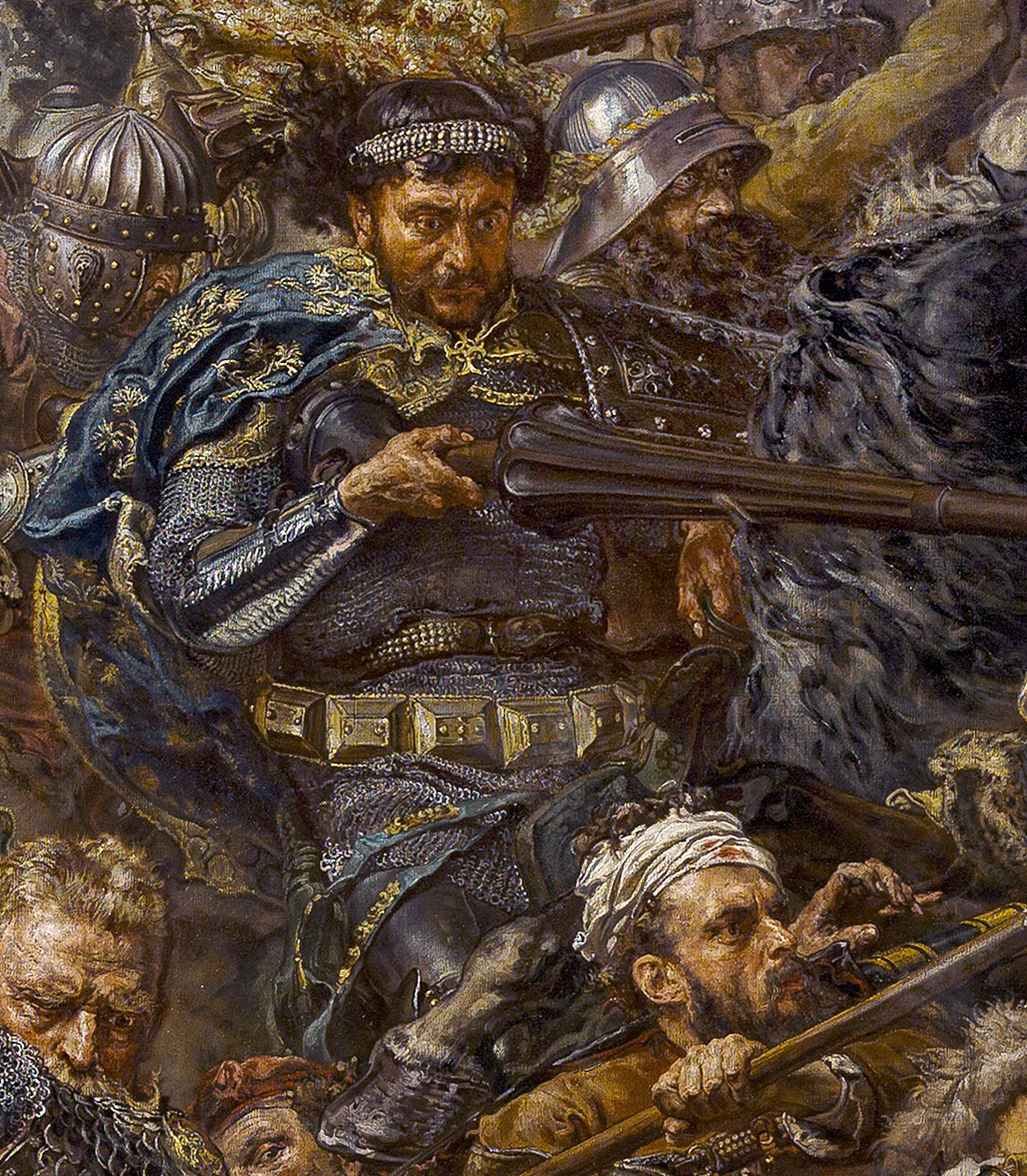
Zawisza Czarny – najsłynniejszy polski rycerz (fragment obrazu Bitwa pod Grunwaldem Jana Matejki)

Etos rycerski – zespół wartości i zasad, wykształconych w kręgu średniowiecznej kultury rycerskiej, którymi powinien charakteryzować się idealny wojownik – w życiu i na wojnie. Pojęciu kodu lub etosu rycerskiego oraz tzw. cnót rycerskich stało się silnym składnikiem mentalności klas wyższych późnośredniowiecznych i nowożytnych społeczeństw europejskich. Podobne zjawiska możemy zaobserwować w wielu społeczeństwach z różnych kręgów kulturowych i epok, w których górną warstwę stanowili wojownicy lub grupy powołujący się na taką genealogię. Archetyp idealnego wojownika obecny jest także w wielu utworach literackich, przede wszystkim w eposach. Stąd oprócz etosu rycerzy średniowiecznych można wyróżnić m.in.: etos homerycki (odnoszący się do wojowników z kart Iliady i Odysei), etos spartański, etos samurajski (bushidō), czy współczesny etos wojskowy.

## Kształtowanie się etosu rycerskiego
Etos średniowiecznych rycerzy posiada głębokie korzenie, sięgające aż do Grecji epoki archaicznej. Jako zbiór wartości klasy ludzi związanych z walką, stanowił kontynuację i rozwinięcie – w warunkach europejskiego feudalizmu – etosów wojowników opiewanych przez Homera oraz barbarzyńskich Germanów. Etos pierwszych rycerzy, dość brutalny i hołdujący wartościom takim jak siła fizyczna, duma czy odwaga, z czasem zaczął ewoluować w kierunku wartości wyższych. Wpłynęły na to co najmniej dwa czynniki: Kościół oraz literatura rycerska.

### Kościół
Od końca XI wieku Kościół zainteresowany był wpływem na wartości rycerskie. Ważnym momentem było pojawienie się idei walki w obronie wiary, która z czasem – szczególnie w okresie krucjat – stała się naczelnym elementem etosu rycerskiego. W XII w. teoretyczny zarys wartości rycerskich zawarł w traktacie Liber ad Milites Templi de laude novae militiae (Pochwała nowego rycerstwa) Bernard z Clairvaux. Tekst, będący swoistym manifestem, zawierał wzór nowego rycerza – wojownika pełnego miłości do chrześcijan, obojętnego na sprawy ziemskie, mającego w pogardzie zbytek i odważnie wycinającego sobie mieczem drogę do Raju. Święty Bernard pisał: „Rycerz Chrystusowy zadaje więc śmierć z całkowitym spokojem… jeśli umiera, to dla swego dobra, jeśli zabija, to dla Chrystusa… Zabijając złoczyńcę, nie postępuje jak zabójca, ale, że tak powiem, jak złobójca…”.

### Literatura rycerska
Rozwijająca się w XII i XIII wieku literatura trubadurów i truwerów przyczyniła się do włączenia do etosu rycerskiego kolejnych wartości, takich jak miłość czy roztropność.

## Najważniejsze wyznaczniki etosu rycerskiego
W różnych opracowaniach spotkać można nieco odmienne ujęcia zestawu wartości rycerzy średniowiecznych, bardziej akcentujące wartości fizyczne lub duchowe (M. Ossowska, L. Zakrzewski, U. Świderska, D. Piwowarczyk). Ciekawe jest ujęcie D. Piwowarczyka, który opisując wartości rycerskie na przykładzie Zawiszy Czarnego, wymienia siedem cnót, stojących w opozycji do siedmiu grzechów głównych: wierność (fidelitas), pobożność (pietas), męstwo (virtus), roztropność (prudentia), dworność (curiositas), hojność (largitas) i honor.
Ogólnie przyjąć można, że w skład etosu rycerskiego wchodziły następujące wartości:
- Dobre urodzenie – stanowiło jeden z podstawowych atrybutów rycerza. Legitymowanie się bogatym drzewem genealogicznym było powodem do dumy i potwierdzało wysoką pozycję społeczną.

- Stanowa solidarność rycerska – jej wyrazem na gruncie kultury Europy Zachodniej była na przykład idea bractw rycerskich, mająca swoją kontynuację w powoływaniu towarzystw turniejowych.

- Hojność – skąpstwo było cechą pogardzaną, charakterystyczną dla chłopa lub mieszczanina. Prawdziwy rycerz powinien być rozrzutny. Hojność przysparzała sprzymierzeńców, a okazana truwerowi mogła opłacić się z nawiązką, gdyż obdarowany sławił imię darczyńcy w swojej dalszej drodze.

- Żądza sławy – rycerz szukał okazji do nadania rozgłosu swojemu imieniu zarówno na polach bitew, na polowaniu, jak i w szrankach turniejowych. Starania o dobre imię i sławę po śmierci nieustannie przejawiają się na kartach kronik średniowiecznych.

- Odwaga – zarzucenie rycerzowi tchórzostwa stanowiło największą – oprócz oskarżenia o wiarołomstwo – zniewagę. Chęć wykazania odwagi połączona z przeświadczeniem o własnej nieograniczonej mocy bywała tak silna, że przeczyła zdrowemu rozsądkowi, doprowadzając do śmierci całe chorągwie rycerstwa, szarżujące na przeważające liczebnie wrogie wojska.

- Wierność danemu słowu – odróżniała rycerza od chłopa i mieszczanina, z zastrzeżeniem jednak, że dotyczy ona tylko osób równych stanem. Szczególnie ważną odmianą tej wierności, na której opierał się w zasadzie system feudalny, była wierność seniorowi.

- Etyka walki – była jednym z najważniejszych składników etosu rycerskiego. Tworzyły ją dbałość o równe szanse w walce (nieatakowanie słabszych, dozbrajanie przeciwnika), powinność ataku twarzą w twarz oraz szacunek dla przeciwnika – szacunek ten wszakże ograniczał się do przeciwników dobrze urodzonych.

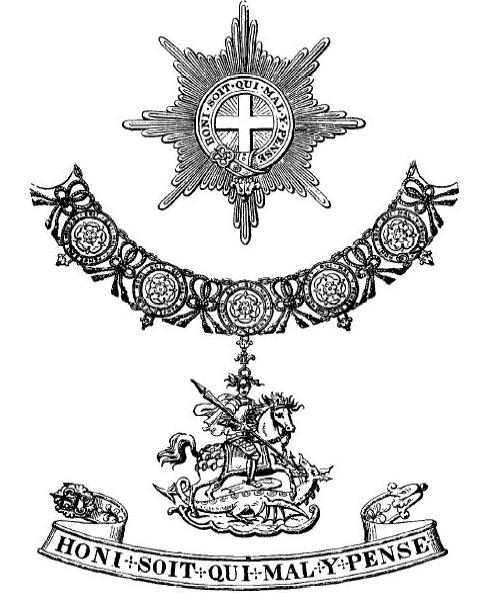
Order Podwiązki.

- Siła fizyczna, uroda, wdzięk – cechy bezspornie odróżniające rycerza od plebsu[potrzebny przypis]. W literaturze rycerskiej dobrze urodzonego wojownika cechuje już od dziecka niespotykana siła i walory fizyczne.

- Szlachetna postawa wobec kobiet – dzięki literaturze rycerskiej pojawił się pogląd, że myśl o ukochanej wzmacnia rycerza w boju, nadając mu cech wyższych – wojownik walczył już nie tylko o swój honor, ale także sławił imię swej wybranki.

## Etos rycerski w praktyce
Etos rycerski powszechnie oddziaływał w kręgach rycerskich, a później szlacheckich, jako godny wcielania w życie model postępowania; stanowił rodzaj idealnego modelu, opisującego rycerza doskonałego. Jako taki nie pozostawał wyłącznie w sferze fikcji literackiej, ale bywał wcielany w życie rzeczywistych osób.

### Biografia Zawiszy Czarnego
Zawisza Czarny herbu Sulima już przez współczesnych został uznany za wzór cnót rycerskich – jak najlepiej pisali o nim np. król Zygmunt Luksemburski i kronikarz Jan Długosz. Kolejne etapy jego biografii są przykładem realizacji większości z wymienionych wyżej wartości składających się na etos rycerski, w szczególności zaś – wierności danemu słowu.

### Dzieje wojny stuletniej
Wielu historyków zgadza się, że główną przyczyną przegranych armii francuskiej podczas bitew pod Crécy, Poitiers czy pod Azincourt, był styl walki francuskiego rycerstwa, wywodzący się wprost z zasad etosu rycerskiego. Podczas każdej z wielkich bitew dochodziło wśród rycerstwa francuskiego do aktów brawury, dyktowanej żądzą sławy, np. pod Crecy ciężka jazda stratowała własnych kuszników i pikinierów, wzajemnie „pałając zazdrością”, kto pierwszy wpadnie w szeregi Anglików. Pod Azincourt żądni sławy i chcący wykazać się odwagą francuscy notable ustawili się wszyscy w pierwszym hufcu, przez co atak ich odbył się w skrajnym ścisku i chaosie. Jak ujął to Georges Duby: „Pod Crecy, pod Poitiers, pod Azincourt panowie francuscy, kwiat arystokracji swoich czasów, najlepsi przedstawiciele kultury rycerskiej, upierali się, z największą dla siebie szkodą, by walczyć według rycerskich prawideł; ślepi książęta kazali przywiązywać się do koni i wieść w wir walki, by tam mogli umrzeć z honorem, jak bohaterowie Lancelota”.

### Gra w szachy
Najpopularniejsza gra średniowiecznych rycerzy, stanowiąca „wojnę na niby”, może świadczyć – jak większość gier popularnych w danej społeczności – o zasadach wyznawanych przez przedstawicieli stanu rycerskiego. Szachy zawdzięczały swą popularność wśród rycerstwa bezpośredniej analogii do wojny; jest to jednak wojna, którą wygrywa się siłą rozumu. Można spostrzec, że partia szachów jest bitwą idealną, regulowaną zasadami kodeksu rycerskiego. Nie ma w niej miejsca na podjazdy czy inne nieczyste manewry. Już sama zgoda grających na równoległe rozstawienie szyków oraz frontalne zderzenie armii jest podstawowym warunkiem zaistnienia prawdziwej bitwy. Walka toczy się na ograniczonej przestrzeni, nie ma więc miejsca na ucieczkę dyktowaną tchórzostwem. Na szachownicy można zatem bez ryzyka śmierci wprowadzać w życie wartości etosu rycerskiego, jak męstwo i honorowa walka.

### Turniej rycerski
Wartości etosu rycerskiego są najwyraźniej uchwytne na przykładzie turnieju. Szczególnie podkreślane są siła (wygrywa najsprawniejszy i najwytrzymalszy z rycerzy), odwaga (nie każdy zmierzy się z zawodnikiem, który ma sławę niezwyciężonego; oprócz tego istniało poważne ryzyko śmierci), etyka walki (szczegółowe przepisy dotyczące zadawania ciosów, uzbrojenia itp.), żądza sławy (rycerze walczyli głównie dla rozgłosu). W turniejach późnego średniowiecza na pierwszy plan wysuwają się takie wartości, jak służba damie (turniej rozpoczyna się i kończy na skinienie dam, w których obronie walczą ich faworyci) i hojność (organizacja turnieju oraz nagrody fundowane przez organizatora były bardzo drogie). Można stwierdzić, że turniej średniowieczny był zabawą, w której uobecniał się ideał średniowiecznego rycerza. Stanowił kwintesencję rycerskości; każdy jego element stanowił manifestację istotnych wartości etosu rycerskiego.